# Merkur II (Schiff)
Die Merkur II ist eine 1966 auf der Evers Werft in Niendorf/Ostsee in Stahl erbaute Motoryacht mit Heimathafen Kiel, die bis Juni 2011 im Eigentum einer Konzerngesellschaft der HSH Nordbank stand und seitdem Charteryacht der Adler-Schiffe mit Sitz auf Sylt ist.

## Geschichte
Seit der Übernahme durch die vormalige Landesbank Schleswig-Holstein – Girozentrale 1967 wurde die Yacht von der Staatsbank des Bundeslandes Schleswig-Holstein für Tagesfahrten mit Bankkunden, Geschäftspartnern und Mitarbeitern eingesetzt und galt als inoffizielle Staatsyacht des Bundeslandes. Ihr Stammliegeplatz im Heimathafen Kiel war auf der Kieler Förde direkt vor dem Landeshaus. Mit der Fusion der Staatsbanken von Hamburg und Schleswig-Holstein ging sie auf die HSH Nordbank AG über, die sie zunächst an die Konzerntochter HSH Facility Management Holding ausgliederte. Diese gliederte die Merkur II ihrerseits auf die 100-prozentige Tochtergesellschaft Baltic Sea GmbH aus, die das Schiff nach einer Überholung 2009 auf der Friedrichswerft in Kiel auch in Tagescharter anbot. 2010 wurde die Merkur II zur Tagescharter auf der Themse, zur Cowes Week auf dem Solent und zur Sail Amsterdam angeboten.
Seitens der vormaligen Eigner wurde die Merkur II als Barkasse bezeichnet, weil sie nur zur Fahrt in Küstennähe in einem Abstand von fünf Seemeilen zur Küstenlinie zugelassen, also nicht hochseetauglich ist. Die Charterrate wurde mit 300 Euro pro Betriebsstunde angegeben.
Der Bund der Steuerzahler gab die jährlichen Betriebskosten der Merkur II mit 390.000 Euro an und wies in seinem Schwarzbuch 2009 darauf hin, dass nach einer Vereinbarung die Altgesellschafter der ehemaligen Landesbank Schleswig-Holstein das Schiff bis zu fünfmal im Jahr nutzen konnten und dass das Schiff im Jahr 2008 an 35 Tagen genutzt wurde. Nach dem Finanzplan der Eigner sollte die Merkur II für das Geschäftsjahr 2010 eine „schwarze Null“ einfahren.
Das Schiff wurde im Juni 2011 verkauft. Neuer Eigentümer ist der Sylter Reeder Sven Paulsen (Adler-Schiffe). Der erste Einsatz unter neuer Reedereiflagge war auf der Kieler Woche 2011 als Windjammerbegleitschiff. Seit Sommer 2016 wird die Motoryacht für Seebestattungen und Charterfahrten ab Warnemünde eingesetzt.